# You All Look the Same to Me
You All Look the Same to Me – trzeci studyjny album Archive wydany 16 września 2002 roku. Oprócz wersji podstawowej ukazała się wersja Nouvelle Edition wzbogacona o drugą płytę z czterema dodatkowymi utworami. Jest to pierwszy album z nowym wokalistą grupy - Craigiem Walkerem
Z tego albumu pochodzi prawdopodobnie najbardziej znany w Polsce utwór zespołu Again. Dowodem jego popularności może być fakt przebywania na Liście Przebojów Programu Trzeciego przez 70 tygodni oraz obecność w Topie Wszech Czasów. W 2009 roku utwór znajdował się na 22. miejscu, w 2005, 2011 i 2012 roku na 5 miejscu, w 2013 roku na 4, zaś w 2014 i 2015 roku znalazł się na podium na 3. miejscu. . Ponadto w 2. Topie Radia 357 w 2023 roku zajął 4. miejsce.

## Lista utworów

### CD1
1. Again – 16:21
2. Numb – 5:48
3. Meon – 5:45
4. Goodbye – 5:40
5. Now and Then – 1:24
6. Seamless – 1:45
7. Finding It So Hard – 15:35
8. Fool – 8:31
9. Hate – 3:45
10. Need – 2:26

### CD2 (tylko Nouvelle Edition)
1. Absurd – 4:57
2. Junkie Shuffle – 10:40
3. Sham – 5:03
4. Men Like You – 3:58